# Podul Verrazano-Narrows
Podul Verrazano Narrows, situat în statul și orașul New York City, Statele Unite, leagă cartierele Richmond (pe Staten Island) și Brooklyn (pe Long Island), în zona strâmtorii ce leagă Lower Bay de Upper Bay. Inaugurat în 1964, el are o lungime de 2,230 m, deschiderea fiind de 1,298 m. Structura sa este susținută de cabluri grose de oțel ancorate la țărmuri de două turnuri înalte de 210 m. Este cel mai mare pod suspendat din Statele Unite.
Podul poartă numele exploratorului italian Giovanni da Verrazzano (1485 - 1528). 

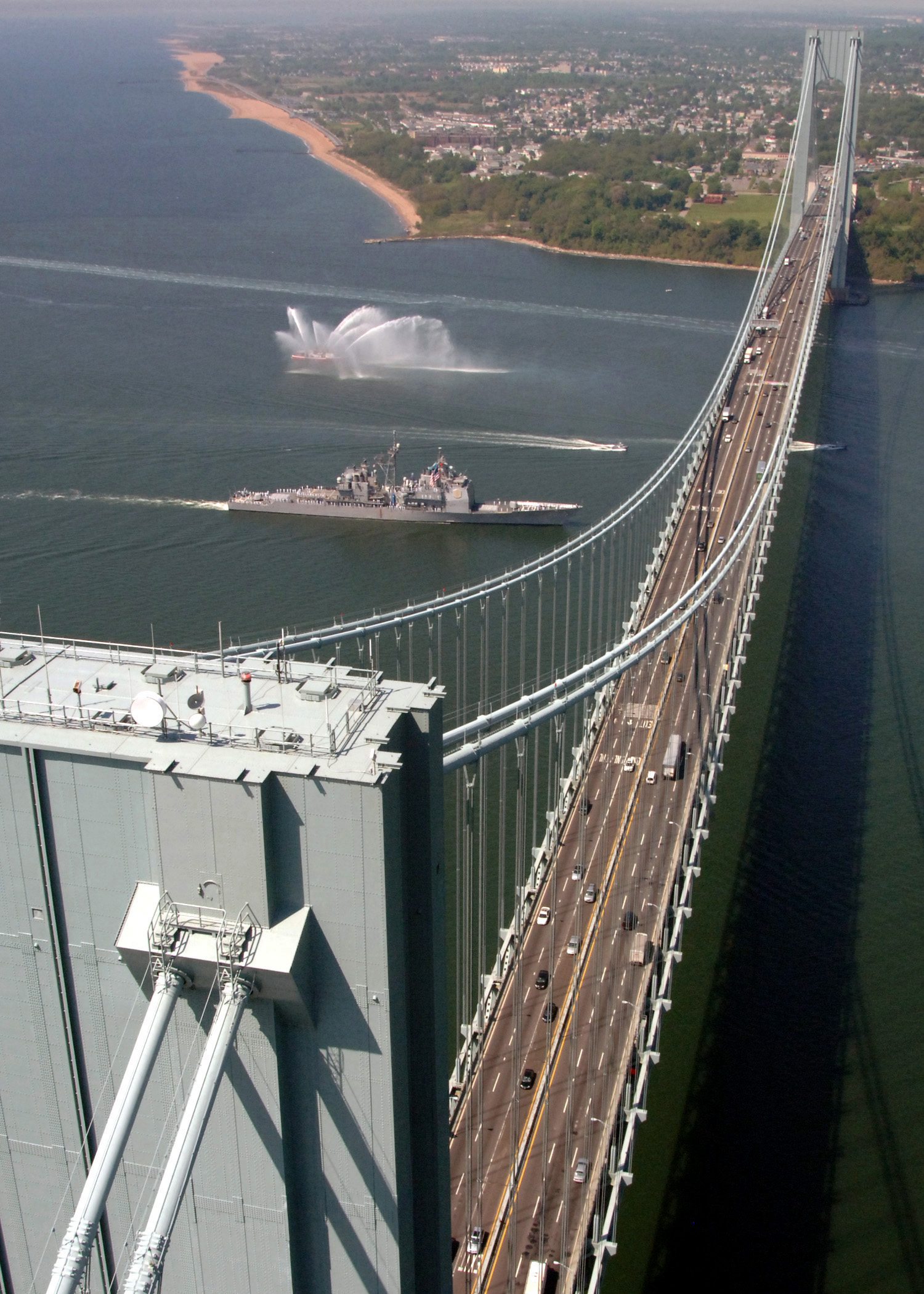
Podul dispune de 6 culoare rutiere.